# Лили Марлен
 Тази статия е за песента.  За филма вижте Лили Марлен (филм).  
„Лили Марлен“ (на немски: Lili Marleen) е войнишка песен, станала изключително популярна по време на Втората световна война както сред германските войници, така и сред противниковите им войници от съюзническите армии.

## История
Текстът на песента е написан през 1915 г., появява са като стихотворение по време на Първата световна война. Негов автор е учителят Ханс Лайп (на немски: Hans Leip, 1893 – 1983), син на пристанищен работник от Хамбург; по-късно той става известен поет и художник. Стихотворението пише в началото на април 1915 г., когато е на пост в Берлин, преди частта му да бъде изпратена на Източния фронт. Лили Марлен е съчетание на имената на две реални момичета, с които той се среща като млад войник: красивата дъщеря на един бакалин – Лили и очарователната медицинска сестра – Марлене.
Стихотворението е публикувано за първи път в сборник с поезия през 1937 г., първоначално озаглавено „Песен на един млад войник, на пост.“ Първата мелодия за стихотворението е написана от Рудолф Цинк през 1938 г., а първият изпълнител на песента е Вили Фрич, който продава около 700 плочи.
В 1937 г. песента привлича вниманието на композитора Норберт Шулце (на немски: Norbert Schultze), съпруг на „сладоледената фея“ и мис Берлин 1930 г. Ива Ваня – българската актриса, звезда на немското кино в годините преди Втората световна война, родена Иванка Янакиева от граничното трънско село Джинчовци. В Берлин през 1938 г.̀ той написва новата музика на песента, с която тя остава в историята. Песента първоначално е наречена „Момичето под фенера“, но става известна като „Лили Марлен“ по името на героинята си. Първите ѝ изпълнения са на Лале Андерсен от 1938 г. в престижното берлинско заведение „Kabarett der Komike“. Шулце прави ритъма ѝ по-маршов очевидно за да е в крак с времето и песента „тръгва“ – продадени над един милион копия (рекордът принадлежи на плочата на Лале Андерсен, издадена през 1939 г.).
От 18 август 1941 г. радиостанцията на окупационните немски войски „Soldatensender Belgrad“ („Войнишко радио Белград“) започва да я излъчва и по-специално за африканския корпус на генерал-лейтенант Ервин Ромел. Използва се обикновена плоча, купена на старо от магазин във Виена от един лейтенант, служещ в радиото. Песента скоро е спряна по искане на министър Гьобелс, защото кабаретната певица Лале Андерсен я пее с „недостатъчна бодрост“ и песента става „депресираща“, а изпълнителката за „упадъчно, не-немско поведение“ е заплашена от концентрационен лагер, но съобщението за това от Би Би Си я спасява и обръща положението. Певицата е обявена за национално съкровище в Германия и канена многократно от Хитлер, докато не си припомнят отдавнашната ѝ близост с Ролф Либерман и други немски и швейцарски музиканти от еврейски произход, и песента е забранена отново. Тогава до радиото започват да пристигат купища писма от войници от всички фронтове, с искане да се възобнови излъчването на песента. Загрижен за повдигане духа на войниците, към исканията от писмата се присъединява и самият генерал Ервин Ромел, който настоява песента да се излъчва редовно. Това е направено, и „Soldatensender Belgrad“ започва всекидневно да пуска песента в 21:55 ч., с което завършва емисията си за деня цели 3 години и два месеца – чак до 20 октомври 1944 г., когато Белград е превзет от Червената армия, български и югославски войски. Песента става изключително популярна в германската армия. Всеки род войски, всеки фронт, дори всяка дивизия придобива своята версия на „Lili Marleen“, отразяващи спецификата на мястото и т.н.
Най-известните записи на песента са на „титулярната“ ѝ изпълнителка Лале Андерсен и на ангажираната от американците в 1944 г. да я запише на немски и на английски Марлене Дитрих.

## Извън Германия
Още през 1941 г. песента стана изключително популярна и сред британските войници в Африка, включително сред австралийските и новозеландски войски, което причинява голямо объркване в командването, защото песента се превръща едва ли не в химн на 8-а британска армия, сражаваща се срещу Ромел. През 1942 г. немците пускат записи на песента на различни езици, английският вариант е изпълнен от Лале Андерсен със спонсорирания от министерството на Гьобелс с пропагандни цели Чарли джаз бенд. В отговор на обвиненията, че съюзническите войници пеят песен на немски, английското командване предлага то да я издаде на английски, което и е направено в май 1943 г.
В края на 1941 г. песента е преведена на френски език (първите изпълнения са на Сюзи Солидор в парижкото кабаре „La Vie“ през януари 1942 г.).
През 1942 г. песента се появява на български в изпълнение на Ива Ваня. Първият запис е направен от компанията „Телефункен“.
През 1942 г. тя е преведена на финландски и става известна в изпълнение на Георг Малмстен.
Песента веднага печели популярност и сред американските войници, които я асоциират с единствената Марлен, която знаят – неотразимата Марлене Дитрих. Песента се радва на завидна популярност и сред канадските войници след десанта в Нормандия. Уникално е, че изпълненията на английски и на немски на Марлене Дитрих направени в 1944 г. по поръчка на американското командване също се слушат едновременно от двете страни на фронтовата линия.
В края на краищата песента е преведена на 48 езика, включително на италиански, испански, унгарски и дори иврит и латински.
В Русия на основата на песента Йосиф Бродски създава балада.
По време на войната, съюзническото радио започва да предава на немски за деморализиране на противника нейна пропагандна антинацистка и антивоенна версия – „Lucy Mannheim“. Промененият текст е писмо на „Лили Марлен“ до любимия на фронта, завършващо с пожелание да види „този, който е виновен за всичко“ (т.е. Хитлер) да виси на въпросния уличен фенер.
Британските войски в Италия създават своя саркастична към управниците в Лондон песен „D-day Dogers“ с мелодията на Лили Марлен разочаровани от неглижирането на тежките битки, които водят на Апенините спрямо вниманието към съюзническите части, воюващи в Нормандия.
Лайп живее дълъг живот (завършва дните си в Швейцария на 90-годишна възраст) и е автор на повече от 70 книги, но името му е увековечено в поемата, която се превръща в любима войнишка песен на Африканския и Западния фронт. Впоследствие Айзенхауер казва, че Ханс Лайп е единственият германец, донесъл радост на цялото човечество в годините на Втората световна война.

## След Втората световна война
Песента остава любима и продължава да се изпълнява и след войната, популярна е сред контингента на ООН, воюващ в Корея, по-късно непрестанно вдъхновява нови изпълнители и има нови интерпретации – през 60-те години на ХХ век най-забележителна е на американската изпълнителка Кони Франсиз, която през 1961 г. записва песента на немски, италиански и френски. Френската изпълнителка с напомнящо на Марлене Дитрих присъствие – Аманда Лиър записва през 1979 г. изпълнение, в което са съчетани немският, френският и английският текст. Испанската пънк група „Interterror“ прави своята Adiós Lili Marleen през 1983 г. Естонската рок група „Vennaskond“ прави своя версия през 1993 г. В първото десетилетие на 21 век британската изпълнителка Katy Carr включва английски вариант в албума си Coquette в 2009 г. Нидерландската група „Omnia“ записва своя версия в 2011 г. в албума си Musick and Poëtree. Песента се изпълнява и от редица други певци, в 1990-те през войните при разпада на Югославия излиза нов вариант на хърватските военни сили, а в Естония, френския Чуждестранен легион и Бундесвера днес е традиционна песен.

## Текст
| ЛИЛИ МАРЛЕН (българска версия, изпълнявана от Ива Ваня) 1. В нашата казарма до входната врата, един фенер висеше и свети ощ в нощта, ний двама ще се срещнем пак, там под фенера в нощний мрак, със теб Лили Марлин (2) 2. Двете наши сенки се сливаха в една, силната ни обич личеше тъй сама, и всички нек ни видят пак, там под фенера в нощний мрак, със теб Лили Марлин (2) 3. Там прозвуча тръбата, зарята почва веч, другарю ето идвам, аз знам три дни арест. О колко исках да съм с теб, дано се видим в близък ден, със теб Лили Марлин. 4. Твойте стъпки знай той и ходът ти напет, но мен не ме забрави фенерът наш със теб, и щом съдбата ме срази, кой ще със тебе там стои, със теб Лили Марлин (2) 5. В синия безкрай из тихата земя, твоите целувки събуждат ме в съня, и щом мъгли се спуснат пак, ще се възправя в нощний мрак, до теб Лили Марлин. (2) До теб Лили Марлин! (2) | LILI MARLEEN оригинален текст 1. Vor der Kaserne Vor dem großen Tor Stand eine Laterne Und steht sie noch davor So woll’n wir uns da wieder seh’n Bei der Laterne wollen wir steh’n Wie einst Lili Marleen (2) 2. Unsere beide Schatten Sah’n wie einer aus Daß wir so lieb uns hatten Das sah man gleich daraus Und alle Leute soll’n es seh’n Wenn wir bei der Laterne steh’n Wie einst Lili Marleen (2) 3. Schon rief der Posten Sie bliesen Zapfenstreich Das kann drei Tage kosten Kam’rad, ich komm sogleich Da sagten wir auf Wiedersehen Wie gerne wollt ich mit dir geh’n Mit dir Lili Marleen. (2) 4. Deine Schritte kennt sie, Deinen schönen Gang Alle Abend brennt sie Doch mich vergaß sie lang Und sollte mir ein Leid gescheh’n Wer wird bei der Laterne stehen Mit dir Lili Marleen? (2) 5. Aus dem stillen Raume, Aus der Erde Grund Hebt mich wie im Traume Dein verliebter Mund Wenn sich die späten Nebel drehn Werd' ich bei der Laterne steh’n Wie einst Lili Marleen (2) | LILI MARLEEN английска версия от 1943 г. 1. Outside the barracks, by the corner light, I'll always stand and wait for you at night, We will create a world for two, I'll wait for you the whole night through, For you, Lili Marleen, For you, Lili Marleen. 2. Bugle tonight don't play the call to arms, I want another evening with her charms, Then we will say goodbye and part, I'll always keep you in my heart, With me, Lili Marleen, With me, Lili Marleen. 3. Give me a rose to show how much you care, Tie to the stem a lock of golden hair, Surely tomorrow you'll feel blue, But then will come a love that's new, For you, Lili Marleen, For you, Lili Marleen. 4. When we are marching in the mud and cold, And when my pack seems more than I can hold, My love for you renews my might, I'm warm again, my pack is light, It's you, Lili Marleen, It's you, Lili Marleen. |